# Kaspar Perband
Kaspar Perband (auch: Caspar Perbandt, Berband; * 24. Januar 1589 in Königsberg (Preußen); † 5. September 1665 ebenda) war ein deutscher Rechtswissenschaftler.

## Leben
Der Sohn des Bürgermeisters der Königsberger Altstadt Lorenz Perband (* 1562; † 3. August 1624) und dessen Frau Elisabeth, Tochter des Bürgermeisters der Altstadt Kaspar Behm, stammte aus einer Familie, die dem  Patriziertum von Königsberg angehörte. Bereits zum Anfang des 16. Jahrhunderts tritt die Familie in Bürgermeister- und Ratsherrnämtern in Erscheinung. Jedoch ist die Familie nicht mit der Adelsfamilie Perband in Zusammenhang zu bringen. Die bürgerliche Familie führte zwar ein ähnliches Wappen, welches zwei Bären darstellte, was jedoch auf die Positionen, die die Familie in Königsberg besetzte, zurückzuführen ist. Auch ein gleichnamiger Verwandter lässt sich an der Königsberger Hochschule nachweisen.
Nach dem Besuch der Schule der Königsberger Altstadt wurde Kaspar am 2. April 1601 an der Universität Königsberg immatrikuliert. Jedoch danach wurde er auf das Gymnasium in Thorn geschickt, um die polnische Sprache zu erlernen. Zwei Jahre später kehrte er wieder in seine Heimatstadt zurück, wo er seine Studien der Rechtswissenschaften in Angriff nahm. Im Oktober 1607 setzte er diese an der Universität Rostock fort. Hier hatte er eine herzliche Freundschaft zu Henning Wegner aufgebaut. Seine weiteren Studien hatte er an der Universität Gießen getätigt. Danach absolvierte er eine Gelehrtenreise, die ihn durch Deutschland, die Niederlande, Frankreich und England führte. 
1616 war er an der Universität Basel angelangt, wo er am 8. März 1616 die Dissertation de pignoribus et hypothecis, deq. ordine & privilegiis creditorum in concursu verteidigte und am 19. März 1616 zum Doktor der beiden Rechte promoviert wurde. Zurückgekehrt in seine Heimat, wurde er am 4. Juli 1618 außerordentlicher Professor der juristischen Fakultät und stieg 1621 in die ordentliche zweite Professur auf, womit er Beisitzer im samländischen Konsistorium wurde. Später wurde er auch erster ordentlicher Professor der juristischen Fakultät. 
Im Wintersemester 1622/23 sowie 1653/54 und in den Sommersemestern 1627, 1631, 1635, 1641, 1645, 1649 sowie 1653 war er Rektor der Albertus-Universität Königsberg.

## Familie
1621 hatte Perband Anna (~21. September 1598; lebte noch 1665) geheiratet, die Tochter des Ratsherrn der Altstadt Reinhold Lubenau, die Witwe des Dr. Christoph Glückrad. Aus der Ehe sind Kinder bekannt. Nach seinem Tod lebten noch zwei Söhne und eine Tochter. Von den Kindern kennt man:
- Kaspar (~ 23. Juli 1622)
- Elisabeth (~ 22. November 1625)
- Barbara (~ 31. Juli 1627)

## Werke
Neben einer Vielzahl von Disputationen, die im Laufe seiner Hochschullehrertätigkeit als Responent zugefallen sind, werden ihm folgende Werke zugeordnet:
- Disp. de emtionis & venditionis contractu,
- Disp. de locatione & conductione,
- Disp. jurisdictione,
- Disp. de jure accrescendi,
- Disp. de transactionibus,
- Disp. de actionibus,
- Disp. de pactis,
- Disp. de primvilegiis Studiosorum,
- Disp. de fidejussoribus,
- Disp. de legitimo matrimonio
- Disp. de donationibus
- Disp. de interdictis s. extraordin. actionibus,
- Disp. de tutela inculpate,
- Disp. de legatis